# Rhyacophila chandzo
Rhyacophila chandzo är en nattsländeart som beskrevs av Schmid 1970. Rhyacophila chandzo ingår i släktet Rhyacophila och familjen rovnattsländor. Inga underarter finns listade i Catalogue of Life.